# Chirodectes
Chirodectes is een geslacht van neteldieren uit de familie van de Chirodropidae.

## Soort
- Chirodectes maculatus (Cornelius, Fenner & Hore, 2005)